# Brenna Dowell
Brenna Dowell (Kansas City, Misuri, Estados Unidos; 4 de marzo de 1996) es una gimnasta artística estadounidense, campeona del mundo en el concurso por equipos en 2015.
Dowell formó parte del equipo nacional estadounidense entre 2011 y 2017, y durante una temporada combinó la élite deportiva con su carrera como gimnasta universitaria en el equipo de Oklahoma Sooners, donde en 2017 se proclamó campeona nacional por equipos y en 2018 campeona nacional en salto.

## Biografía
Dowell nació en Kansas City, Misuri, el 4 de marzo de 1996. Es hija de Michael y Carol Dowell, y tiene tres hermanas, Carey, Jacey y Lauren.
Estudió en el instituto público de Odessa, donde se graduó en primavera de 2014. En otoño de ese mismo año empezó sus estudios superiores en la Universidad de Oklahoma, donde actualmente estudia económicas.
Empezó a practicar gimnasia en 1997, con tan solo 1 año de edad. Dowell entrenó en el Great American Gymnastics Express de Misuri, donde Al Fong fue su entrenador. Debutó como gimnasta de élite en 2009, con trece años de edad. En 2014 se incorporó al equipo de gimnasia artística femenina de la Universidad de Oklahoma.

## Carrera deportiva

### 2009
Empezó su carrera de élite en categoría júnior en 2009, participando en el U.S. Classic celebrado en Des Moines, Iowa, donde se clasificó decimotercera en la prueba individual y octava en la de salto.
En agosto participó en el Campeonato Visa que tuvo lugar en Dallas, Texas. Allí consiguió finalizar decimonovena en el circuito individual. Además fue decimotercera en salto, decimonovena en asimétricas, vigésimo segunda en viga de equilibrio y vigésimo cuarta en suelo.

### 2010
En agosto participó en el U.S. Classic clasificándose duodécima en el all-around. Más tarde, en el Campeonato Visa celebrado en Hartord, Connecticut, fue undécima en el circuito individual, undécima en salto, quinta en asimétricas, vigésimo primera en barra de equilibrio y décima en suelo.
En septiembre formó parte del equipo estadounidense que participó en el Campeonato Panamericano celebrado en Guadalajara, México. Allí se proclamó campeona por equipos junto a sus compañeras Gabrielle Douglas, Sarah Finnegan, McKayla Maroney, Kyla Ross y Sabrina Vega.

### 2011
En su último año como atleta júnior, Dowell participó en el U.S. Classic que tuvo lugar en Chicago donde consiguió una destacable quinta posición en el circuito individual, además de ser tercera en salto, quinta en asimétricas, décima en viga de equilibrio y decimosexta en suelo.
En el Campeonato Visa de Saint Paul, Minnesota, fue sexta en el all-around, quinta en salto, sexta en asimétricas, decimotercera en barra de equilibrio y octava en suelo.

### 2012
Empezó su carrera como gimnasta senior en marzo de 2012 participando en el Trofeo City of Jesolo. Allí se clasificó séptima en el all-around, segunda en asimétricas y octava en salto.
En junio participó en el Visa Championships celebrado en Saint Louis, Misuri. Allí consiguió la novena posición en el circuito individual, la duodécima en asimétricas, la undécima en viga de equilibrio y la décima en suelo.
En julio fue seleccionada para participar en los Olympic Trials que tuvieron lugar en San José, California. Allí se clasificó novena en la prueba individual y octava, undécima y décima en las pruebas de asimétricas, barra y suelo respectivamente. Tras dos días de competición, Dowell no fue seleccionada para formar parte del equipo olímpico para representar a Estados Unidos en los Juegos de Londres.
En octubre participó en el Open México celebrado en Acapulco. Allí ganó el título individual con una puntuación de 57,100, además de los títulos de salto, asimétricas y suelo.

### 2013
Empezó el año en Italia, participando en el Trofeo Città of Jesolo. Ganó la medalla de oro en la prueba por equipos, además de la de bronce en el all-around y en las barras asimétricas.
Más tarde compitió en el U.S. Classic donde terminó tercera en el circuito individual, cuarta en suelo y sexta en asimétricas. En el Campeonato P&G repitió el tercer puesto en la prueba individual y fue tercera en asimétricas y quinta en suelo. Tras dicha competición fue seleccionada para formar parte del equipo estadounidense que participaría en el Campeonato Mundial de ese año.
En octubre participó en el Campeonato Mundial de Gimnasia Artística que tuvo lugar en Amberes, Bélgica. A pesar de que estaba previsto que participara en las pruebas de barra de equilibrio y barras asimétricas, finalmente Dowell no compitió en ningún aparato ya que se decidió que su compañera, McKayla Maroney compitiera en el all-around. Tras ser relegada a suplente en el Campeonato Mundial, Dowell declinó hasta tres invitaciones de la Federación Estadounidense de Gimnasia para competir en diversos eventos de la Copa del Mundo.

### 2014
En febrero de 2014 fue seleccionada a última hora para participar en la Copa América como sustituta de Simone Biles. La prueba, que se celebró en Greensoboro, Carolina del Norte, terminó con Dowell clasificada en segunda posición, solamente por detrás de su compañera Elizabeth Price.
En el U.S. Classic celebrado a Chicago, Illinois, solamente compitió en la prueba de barras asimétricas, en la que se clasificó decimocuarta. En el Campeonato P&G se clasificó quinta en la misma prueba. En septiembre fue nombrada primera suplente del equipo estadounidense participante en el Campeonato del Mundo de 2014.

### 2015
En enero de 2015 empezó su carrera como gimnasta universitaria en el equipo de Oklahoma Sooners. El 23 de enero se convirtió en la primera gimnasta en conseguir una puntuación de 10,00 en su primer año de Universidad. Terminó la temporada clasificándose tercera en la final por equipos junto a sus compañeras de Oklahoma. Además, en las finales individuales por aparatos, Dowell se clasificó décima en barras asimétricas y segunda en suelo.
| Temporada 2015 | Temporada 2015                       | Temporada 2015 | Temporada 2015 | Temporada 2015 | Temporada 2015 | Temporada 2015 | Temporada 2015 | Temporada 2015                     |
| Fecha          | Oponente                             | AA             | VT             | UB             | BB             | FX             | Equipo         | Notas                              |
| -------------- | ------------------------------------ | -------------- | -------------- | -------------- | -------------- | -------------- | -------------- | ---------------------------------- |
| 9/01/2015      | Arkansas                             | ---            | 9.825          | 9.850          | ---            | 9.650          | 197.625        | Debut.                             |
| 17/01/2015     | Minesota                             | ---            | 9.825          | 9.950          | ---            | ---            | 196.500        | [ 35 ]                             |
| 23/01/2015     | TWU, Southeast Misuri State          | ---            | 9.875          | 10.00          | ---            | 9.975          | 197.850        | [ 32 ]                             |
| 29/01/2015     | Denver                               | ---            | 9.900          | 9.875          | ---            | 9.950          | 197.650        | [ 36 ]                             |
| 31/01/2015     | Arkansas, Iowa State, LSU            | ---            | 9.850          | 9.900          | ---            | 9.900          | 197.700        | [ 37 ]                             |
| 6/02/2015      | Iowa State                           | ---            | 9.900          | 9.300          | ---            | 9.950          | 198.150        | [ 38 ]                             |
| 13/02/2015     | Kentucky                             | ---            | 9.900          | 9.875          | ---            | 9.900          | 197.275        | [ 39 ]                             |
| 20/02/2015     | Michigan                             | ---            | 9.875          | 9.850          | ---            | 9.875          | 197.375        | [ 40 ]                             |
| 27/02/2015     | Illinois                             | ---            | 9.925          | 9.875          | ---            | 9.900          | 197.875        | [ 41 ]                             |
| 6/03/2015      | Florida                              | ---            | 9.875          | 9.950          | ---            | 9.950          | 198.500        | [ 42 ]                             |
| 13/03/2015     | Alabama                              | ---            | 9.675          | 9.850          | ---            | 9.925          | 197.725        | [ 43 ]                             |
| 21/02/2015     | Campeonato Big 12                    | ---            | 9.850          | 9.850          | ---            | 9.950          | 197.875        | Equipo clasificado en 1ª posición. |
| 4/03/2015      | Campeonato Regional NCAA             | ---            | 9.900          | 9.875          | ---            | 9.900          | 197.625        | Equipo clasificado en 1ª posición. |
| 17/04/2015     | Campeonato Nacional NCAA (semifinal) | ---            | 9.825          | 9.950          | ---            | 9.925          | 197.400        | Equipo clasificado en 1ª posición. |
| 15/04/2017     | Campeonato Nacional NCAA (final)     | ---            | 9.900          | 9.850          | ---            | 9.675          | 197.525        | Equipo clasificado en 3ª posición. |

Al terminar la temporada universitaria, Dowell decidió volver a competir en la élite para prepararse para el Mundial de ese mismo año. También se anunció que renunciaba a su segundo año como atleta universitaria para centrarse en su regreso a la élite.
En julio de 2015 participó en el U.S. Classic donde solamente compitió en barras asimétricas y viga de equilibrio. En el Campeonato P&G celebrado en agosto se clasificó undécima en el circuito individual, cosa que le permitió un lugar en las pruebas de entrenamiento del mundial.
En octubre fue seleccionada para formar parte de la delegación estadounidense que compitió en el Campeonato Mundial de Gimnasia celebrado en Glasgow, Escocia. Durante las pruebas de clasificación tuvo que realizar su ejercicio de suelo sin música debido a un fallo en el sonido del pabellón. Dowell se proclamó campeona del mundo por equipos junto a Simone Biles, Gabrielle Douglas, Madison Kocian, Maggie Nichols y Alexandra Raisman. Durante el campeonato, Dowell realizó un doble mortal carpado hacia adelante. Como fue la primera vez que dicho elemento fue ejecutado en un Campeonato del Mundo, fue nombrado con su apellido en el código de puntos.

### 2016
En abril compitió en el Campeonato Pacific Rim que tuvo lugar en Everett, Washington. Allí ganó la medalla de oro junto a sus compañeras de equipo y se clasificó cuarta en el circuito individual. En las finales por aparatos, se clasificó quinta en la final de barras asimétricas y segunda en la de suelo, quedando por detrás de la campeona olímpica Alexandra Raisman.
En el Campeonato Nacional tuvo una actuación sólida clasificándose undécima en la prueba general. Dicha actuación le valió un puesto en el equipo nacional y la posibilidad de participar en los Olympic Trials. Finalmente, tras dos días de competición, Dowell no fue seleccionada para formar parte del equipo olímpico.

### 2017
En 2017 volvió a competir en la NCAA como gimnasta del equipo de Oklahoma. Durante su segunda temporada como atleta universitaria fue una de las líderes del equipo participando en los 15 encuentros que disputó el equipo de Oklahoma. La puntuación más alta de la temporada fue un 9,975 que le fue otorgado por el ejercicio de salto que realizó en el encuentro contra LSU, Georgia y Misuri. En la final de la NCAA, Dowell fue puntuada con un 9,875 en salto, 9,925 en asimétricas y 9,900 en suelo, contribuyendo con un total de 29,7 puntos en la victoria final de su equipo.
| Temporada 2017 | Temporada 2017                       | Temporada 2017 | Temporada 2017 | Temporada 2017 | Temporada 2017 | Temporada 2017 | Temporada 2017 | Temporada 2017                     |
| Fecha          | Oponente                             | AA             | VT             | UB             | BB             | FX             | Equipo         | Notas                              |
| -------------- | ------------------------------------ | -------------- | -------------- | -------------- | -------------- | -------------- | -------------- | ---------------------------------- |
| 06/01/2017     | Alabama                              | ---            | 9.950          | 9.900          | ---            | 9.750          | 197.750        | [ 60 ]                             |
| 15/01/2017     | UCLA                                 | ---            | 9.850          | 9.825          | ---            | 9.900          | 198.025        | [ 61 ]                             |
| 21/01/2017     | West Virginia                        | ---            | 9.900          | 9.750          | ---            | 9.900          | 197.925        | [ 62 ]                             |
| 27/01/2017     | Iowa State                           | ---            | 9.850          | 9.850          | ---            | ---            | 197.425        | [ 63 ]                             |
| 03/02/2017     | Denver, Nebraska, Texas              | ---            | 9.850          | 9.850          | ---            | 9.925          | 197.675        | [ 64 ]                             |
| 10/02/2017     | Auburn                               | ---            | 9.950          | 9.875          | ---            | 9.925          | 198.075        | [ 65 ]                             |
| 17/02/2017     | Louisiana, Georgia, Missouri         | ---            | 9.975          | 9.850          | ---            | 9.900          | 198.350        | [ 66 ]                             |
| 24/02/2017     | Georgia                              | ---            | 9.950          | 9.825          | ---            | 9.750          | 197.657        | [ 67 ]                             |
| 26/02/2017     | Texas Woman's                        | ---            | 9.900          | 9.950          | ---            | 9.925          | 198.175        | [ 68 ]                             |
| 04/03/2017     | Michigan                             | ---            | 9.900          | 9.900          | ---            | 9.775          | 197.575        | [ 69 ]                             |
| 12/03/2017     | California                           | ---            | 9.925          | 9.900          | ---            | 9.900          | 197.800        | [ 70 ]                             |
| 18/03/2017     | Campeonato Big 12                    | ---            | 9.800          | 9.950          | ---            | 9.825          | 197.850        | Equipo clasificado en 1ª posición. |
| 01/04/2017     | Campeonato Regional NCAA             | ---            | 9.925          | 9.875          | ---            | 9.875          | 198.075        | Equipo clasificado en 1ª posición. |
| 14/04/2017     | Campeonato Nacional NCAA (semifinal) | ---            | 9.7625         | 9.8625         | ---            | 9.8750         | 197.725        | Equipo clasificado en 1ª posición. |
| 15/04/2017     | Campeonato Nacional NCAA (final)     | ---            | 9.8750         | 9.9250         | ---            | 9.9000         | 198.388        | Equipo clasificado en 1ª posición. |

Notas: AA=Circuito completo individual. VT=Salto. UB=Barras asimétricas. BB=Barra de equilibrio. FX=Suelo.

## Palmarés
| Año  | Competición             | Equipo | AA     | VT     | UB     | BB | FX    |
| ---- | ----------------------- | ------ | ------ | ------ | ------ | -- | ----- |
| 2009 | U.S. Classic Junior     |        | 13     | 8      |        |    |       |
| 2009 | Campeonato Visa         |        | 19     |        |        |    |       |
| 2010 | U.S. Classic Junior     |        | 12     |        |        |    |       |
| 2010 | Campeonato Visa         |        | 11     |        | 5      |    |       |
| 2010 | Campeonato Panamericano | Oro    |        |        |        |    |       |
| 2011 | U.S. Classic Junior     |        | 5      | Bronce | 5      |    |       |
| 2011 | Campeonato Visa         |        | 6      | 5      | 6      |    | 8     |
| 2012 | Trofeo City of Jesolo   |        | 7      | 8      | Plata  |    |       |
| 2012 | Campeonato Visa         |        | 9      |        |        |    |       |
| 2012 | Olympic Trials          |        | 9      |        | 8      |    |       |
| 2012 | Open México             |        | Oro    | Oro    | Oro    |    | Oro   |
| 2013 | Trofeo City of Jesolo   | Oro    | Bronce |        | Bronce |    |       |
| 2013 | Copa del Mundo          |        | 5      |        |        |    |       |
| 2013 | U.S. Classic            |        | Bronce |        | 6      |    | 4     |
| 2013 | Campeonato Nacional     |        | Bronce |        | Bronce |    | 5     |
| 2014 | Copa América            |        | Plata  |        |        |    |       |
| 2014 | U.S. Classic            |        |        |        | 14     |    |       |
| 2014 | Campeonato Nacional     |        |        |        | 5      |    |       |
| 2015 | NCAA                    | Bronce |        |        |        |    | Plata |
| 2015 | U.S. Classic            |        |        |        | 8      |    |       |
| 2015 | Campeonato Nacional     |        | 11     |        |        |    | 7     |
| 2015 | Campeonato Mundial      | Oro    |        |        |        |    |       |
| 2016 | Pacific Rim             | Oro    | 4      |        | 5      |    | Plata |
| 2016 | U.S. Classic            |        |        |        |        |    |       |
| 2016 | Campeonato Nacional     |        | 11     |        |        |    |       |
| 2016 | Olympic Trials          |        | 10     | 8      | 4      |    | 8     |
| 2017 | NCAA                    | Oro    |        |        |        |    |       |
| 2018 | NCAA                    | Plata  |        | Oro    |        |    |       |

Notas: AA=Circuito completo individual. VT=Salto. UB=Barras asimétricas. BB=Barra de equilibrio. FX=Suelo.